# Mesochorus maculitibia
Mesochorus maculitibia là một loài tò vò trong họ Ichneumonidae.